# Balneario de Alange
El balneario de Alange es una estación termal de la localidad española de Alange, en la provincia de Badajoz y a 18 km de Mérida. El complejo del balneario comprende sus baños termales así como varios hoteles, siendo la mayor instalación turística de la localidad. Forma parte del conjunto arqueológico de Mérida, declarado Patrimonio de la Humanidad por la UNESCO

## Historia
Se tiene constancia de los usos medicinales del manantial desde épocas anteriores a la romana, pero son estos los que en siglo III edifican un pequeño complejo termal, su relación con Augusta Emerita está bien documentada, convirtiéndose en aquella época en un centro de salud y recreo para los habitantes de la zona. Cabe destacar la historia de Varinia Serena, una joven patricia afectada por algún tipo de enfermedad reproductiva de cuya curación se responsabiliza a las aguas del manantial, su padre Licinius Serenianus Clarissimus mandó esculpir una ara votiva y un pequeño altar a la diosa Juno agrandeciéndole la curación de su hija, de ahí que este manantial le sea consagrado a la diosa romana de la fertilidad y la familia.

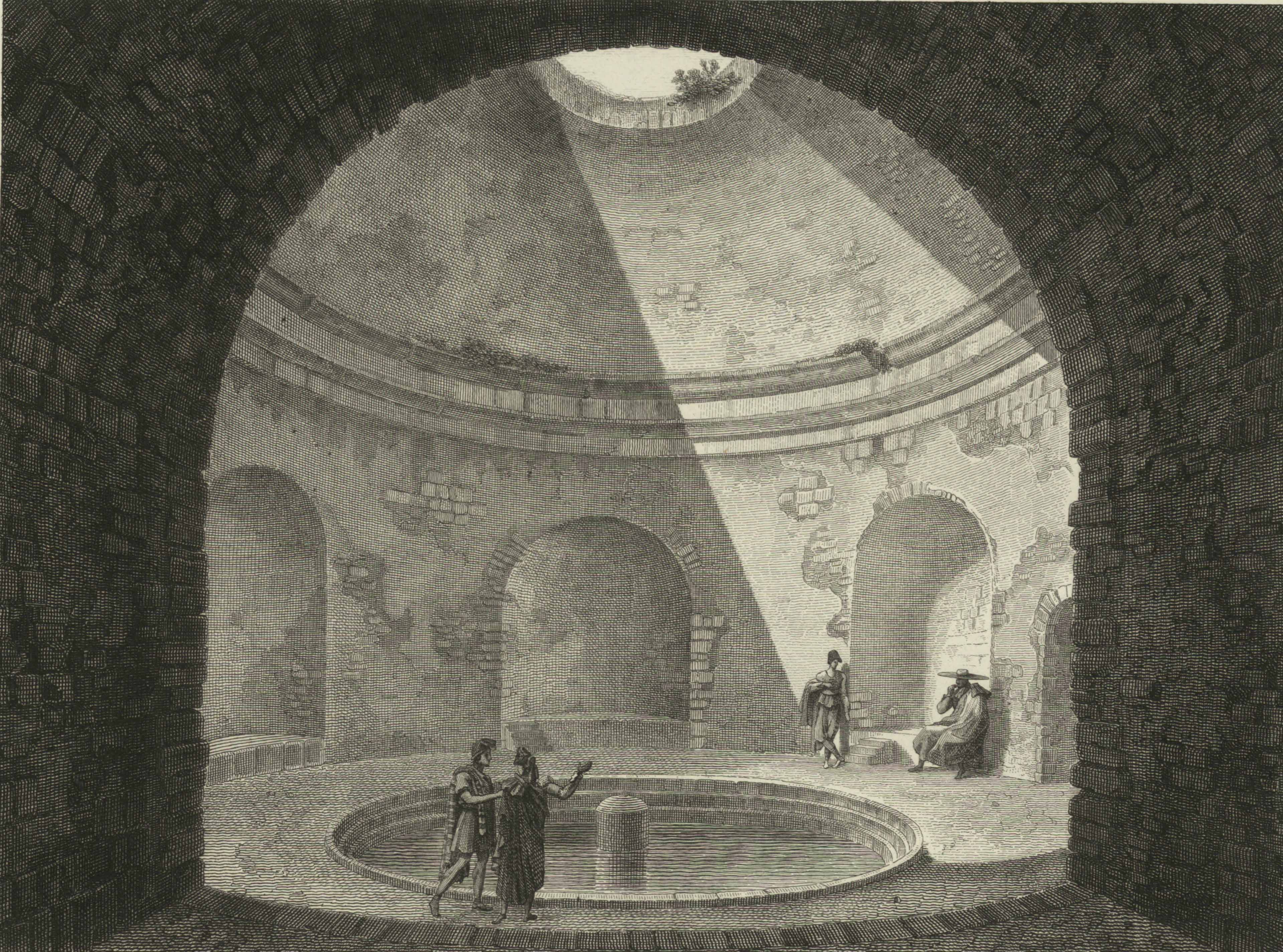
Baños de Alange a comienzos del siglo

La construcción romana es un edificio rectangular en el que se alojan dos cámaras idénticas circulares, destinadas una para cada sexo, a las que se accede por una inclinada escalera de piedra. En el centro de las cámaras están las piscinas, también circulares. Dichas cámaras se cierran en el techo por dos bóvedas semiesféricos con claraboyas en el centro. Además de esto los romanos dejaron unas primitivas casas de huéspedes y una pequeña necrópolis
Durante la época árabe el gentilicio de la zona cambia a Alanghe, cuyo significado es «Agua de Alá». Tras este periodo los baños se abandonan, y no es hasta finales del siglo XVIII cuando se inician las reformas para recuperarlos. Ya en el siglo XIX se construye el edificio actual. En 1930 es declarado monumento nacional y en 1985 bien perteneciente al Patrimonio Histórico Español por el Ministerio de Cultura.
Ya en la década de 1990 se inicia un profundo cambio en las instalaciones del mismo abriéndose áreas nuevas y rehabilitándose otras, proyecto que ha desembocado en la apertura de un nuevo hotel en el complejo.

## Clasificación de las aguas

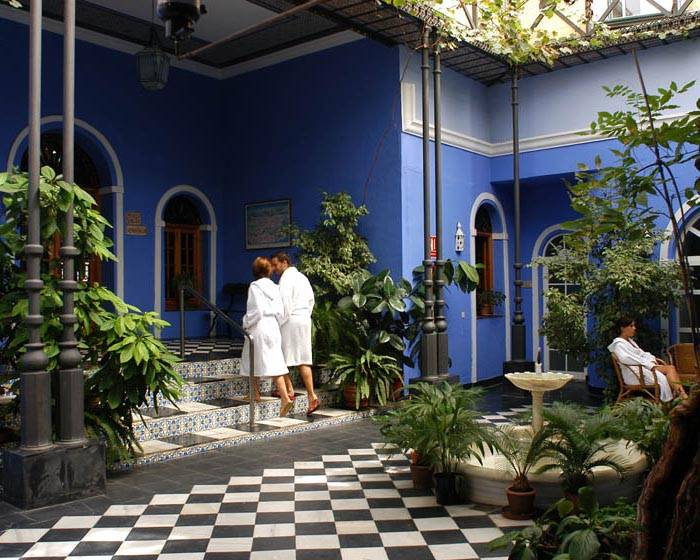
Patio interior del balneario

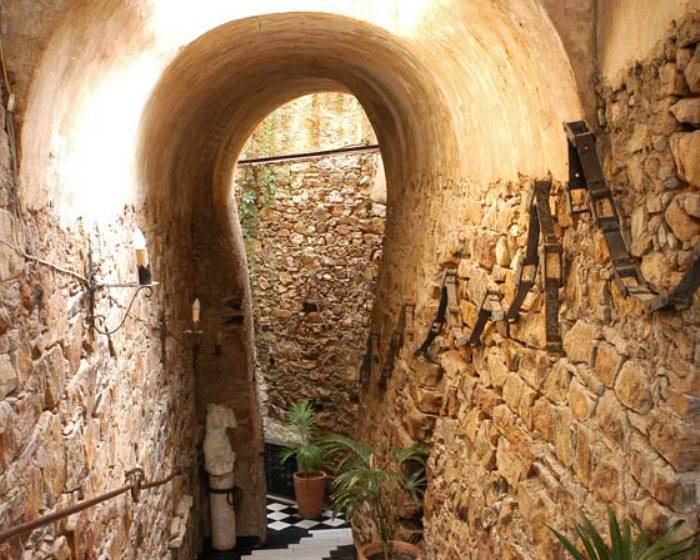
Entrada a las termas romanas.

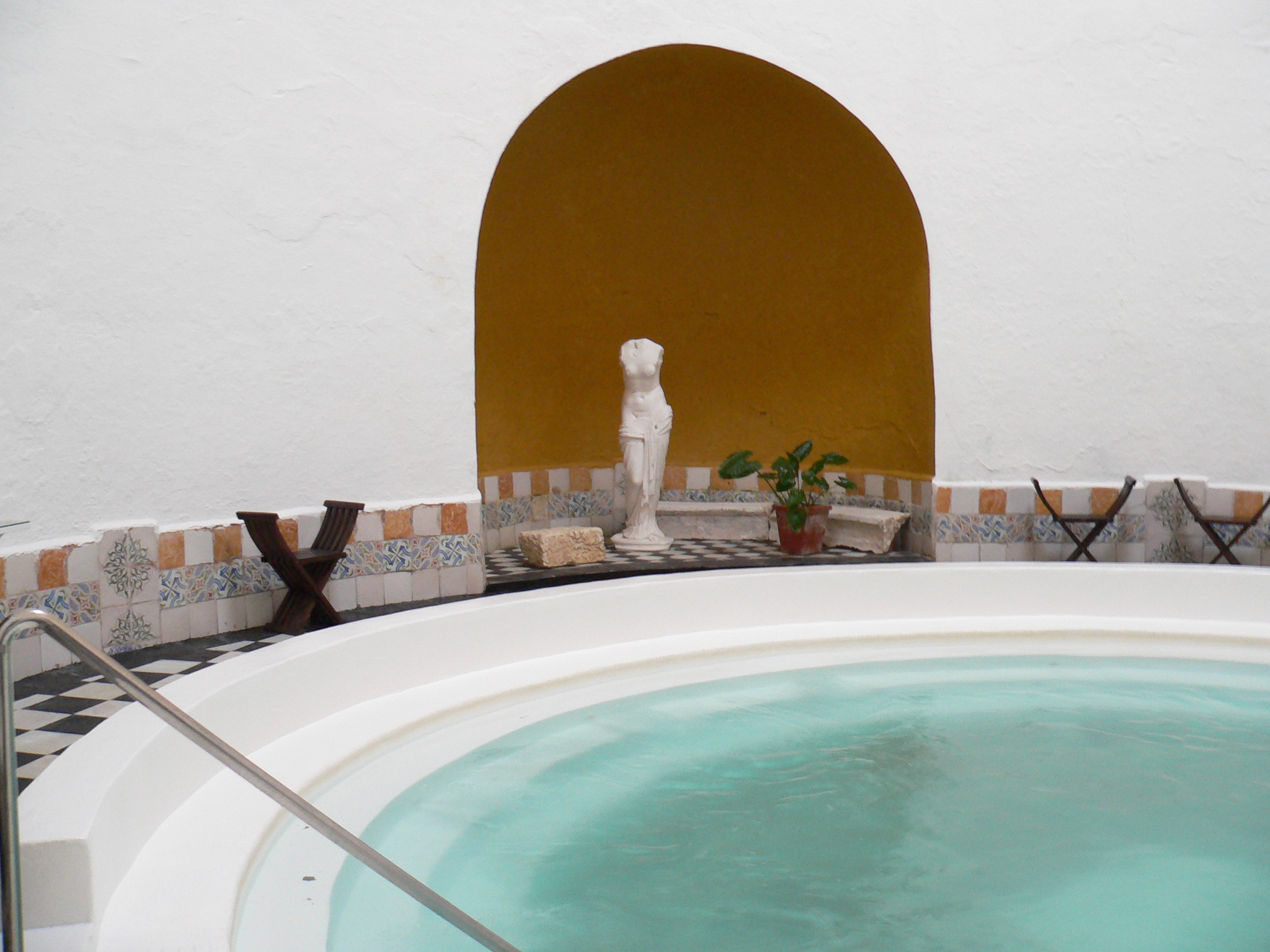
Hornacina junto a la piscina.

El agua del manantial se origina en capas muy profundas de la tierra, enriqueciéndose en su ascenso de energía alfa (radón 222 y 226) y minerales como el litio, carbonatos y bicarbonatos de sodio, magnesio y calcio.
| Conductividad (mS/cm) | 152,0 |
| Temperatura (°C)      | 28,0  |
| Conductividad (mS/cm) | 152,0 |
| Bicarbonatos (mg/l)   | 39,6  |
| Cloruros (mg/l)       | 35,6  |
| Sulfatos (mg/l)       | 48,3  |
| Potasio (mg/l)        | 6,8   |
| Calcio (mg/l)         | 9,2   |
| Flúor                 | 0,1   |
| Litio (mg/l)          | 0,07  |
| Sodio (mg/l)          | 22,1  |
| Magnesio (mg/l)       | 5,4   |
| Nitratos (mg/l)       | 18,6  |
| Sílice (mg/l)         | 33,5  |